# Hedyotis eualata
Hedyotis eualata là một loài thực vật có hoa trong họ Thiến thảo. Loài này được (Gamble) A.N.Henry & Subr. mô tả khoa học đầu tiên năm 1972.